# Sonia Ferrer Tesoro
Sonia Ferrer Tesoro   (Almeria, 4 de febrer de 1973) és una política espanyola, membre del Partit Socialista Obrer Español (PSOE). És diputada per Almeria des del 20 de desembre de 2015 per a les XI i XII legislatures.

## Biografia

### Professió
Sonia Ferrer Tesoro és llicenciada en ciències biològiques i màster en enginyeria i gestió mediambiental. És consultora ambiental.

### Carrera política
Va ser consellera municipal de Pechina de 2007 a 2011 i alcaldesa de la ciutat de gener a maig de 2011. Ha sigut diputada provincial de juliol de 2011 a juliol de 2012 i delegada de la Junta d'Andalusia de 2012 a novembre 2015.
El 20 de desembre de 2015, va ser triada diputada per Almeria al Congrés dels Diputats i reelegida en 2016. És portaveu adjunta de la Comissió de Foment, vocal de la Comissió de Seguiment i Avaluació dels Acords Pacte de Toledo i portaveu de la Comissió de Drets de la Infància i Adolescència.

## Vida personal
Es casarà el 22 de juny del 2024 amb Mar García-Lorca, regidora de la ciutat d'Almeria pel Partit Popular. La cerimònia tindrà lloc a l'ajuntament i l'oficiarà l'alcaldessa, María del Mar Vázquez Agüero, que és amiga de la seva promesa.
La seva mare és Martirio Tesoro Amate, precursora del feminisme a Almeria, primera regidora del municipi i membre del Congrés dels Diputats durant la V legislatura.